# Cantó de Pampalona
El cantó de Pampalona és un cantó francès del departament del Tarn, situat al districte d'Albi. Té 9 municipis i el cap cantonal és Pampalona.

## Municipis
- Lo Mairac
- Jocavièlh
- Borionac de Mirandòl
- Montauriòl
- Molarés
- Pampalona
- Santa Gèma
- Tanús
- Trebanh

## Història
| Data d'elecció                           | Identitat      | Partit | Qualitat |
| ---------------------------------------- | -------------- | ------ | -------- |
| 1976-1988                                | André Alousque | PS     |          |
| 1988-2008                                | Roger Lagorsse | PS     |          |
| 2008-                                    | Guy Malaterre  | PS     |          |
| les dades anteriors no són pas conegudes |                |        |          |
|                                          |                |        |          |

## Demografia
| 1962  | 1968  | 1975  | 1982  | 1990  | 1999  | 2006  |
| ----- | ----- | ----- | ----- | ----- | ----- | ----- |
| 4.056 | 4.433 | 4.322 | 3.965 | 3.872 | 3.656 | 3.821 |